# Nora Wagener
Nora Wagener, née le 21 mars 1989, est une autrice luxembourgeoise.

## Biographie
Nora Wagener naît le 21 mars 1989. Après une scolarité à Mersch, puis à Diekirch, elle obtient son baccalauréat à Luxembourg. En 2012, elle obtient un bachelor en écriture créative et journalisme culturel en Allemagne, à l’université de Hildesheim.
Elle écrit des récits courts et des romans dans des univers de fiction et avec des miniatures détaillées de personnages.

## Distinctions
En 2012, Nora Wagener reçoit le prix littéraire Manfred-Maurer, le premier prix de la catégorie jeunes du Concours littéraire national et le prix d’encouragement Hans-Bernhard-Schiff (de). En 2014, elle reçoit le Prix Arts et lettres de l’Institut grand-ducal et en 2017, elle remporte le prix Servais pour Larven.

## Œuvres

### Romans
- Menschenliebe und Vogel, schrei (2011)[1]
- Alle meine Freunde (2020)[1]

### Récits
- E. Galaxien (2015)[1]
- Larven (2016)[1]
- Was habe ich verpasst (2021)[3]

### Littérature d'enfance et de jeunesse
- d’Glühschwéngchen (2016) avec Luc Caregari[1]

### Théâtre
- 99%[1]
- Visions (2015)[1]

### Essai
- Lücken, Lustwandeln (und Larifari) (2023)[1]